# Arcani minori

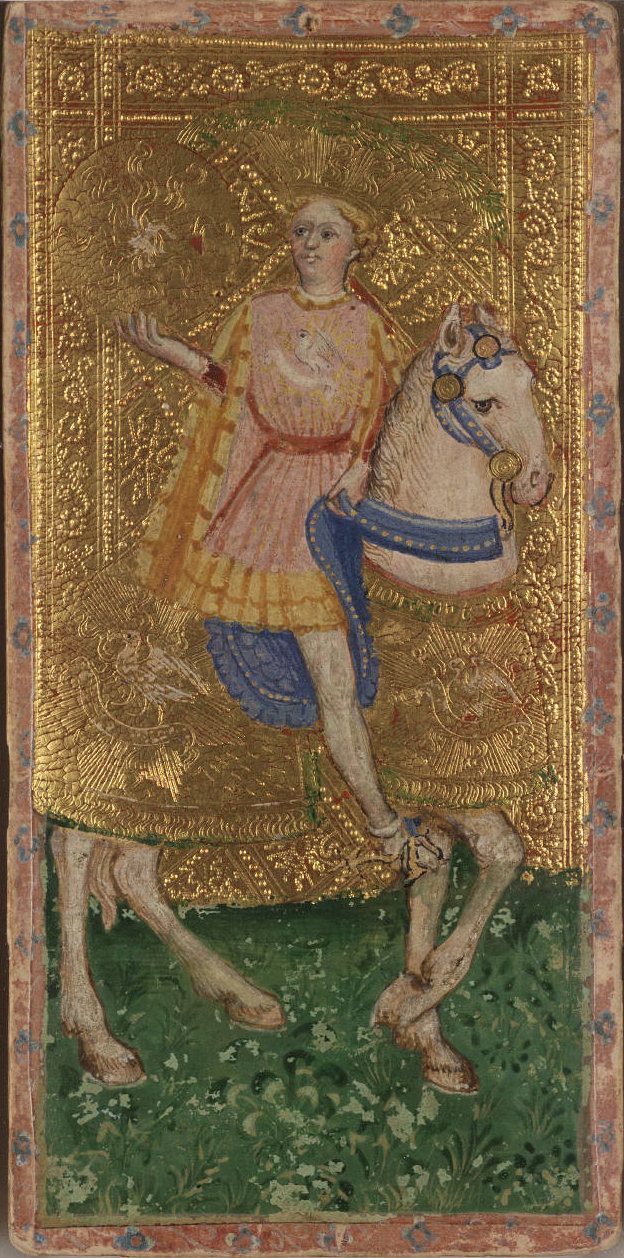
mazzi Visconti-Sforza, Cavallo di denari

Gli arcani minori sono un gruppo di carte dei tarocchi.
Nei mazzi moderni sono cinquantasei carte, divise in 4 semi: coppe, denari, bastoni e spade, trasformati nelle carte "francesi" rispettivamente in cuori, quadri, fiori e picche. I mazzetti di ogni seme sono costituiti da quattordici carte suddivise in carte scoperte e carte coperte o figure. Le carte scoperte sono numerate da uno a dieci e hanno in rappresentazione tanti oggetti rappresentanti il seme quanti sono rappresentati dal numero che identifica la carte. Le carte coperte o figure sono rispettivamente fante, cavallo, regina e re. Dagli arcani minori dei tarocchi derivano le moderne carte da gioco, sia quelle cosiddette da briscola sia quelle cosiddette da ramino.
Nella cartomanzia gli arcani minori rappresentano lo svolgersi della vita. Anche le sibille da divinazione derivano dagli arcani minori.

## Come si leggono
Esistono tecniche di lettura nella cartomanzia che prevedono l'utilizzo dei soli arcani minori che servono a divinare i significati più vicini alla vita di tutti i giorni.
Le tecniche più complesse prevedono invece l'utilizzo di tutte e 78 le carte dei mazzi moderni.
All'interno di una divinazione, quale che sia la lettura, gli arcani minori di solito vengono utilizzati per dare chiarezza e definizione, e spesso rappresentano uno dei soggetti attorno ai quali la lettura si articola. Il significato esoterico di ciascuna carta, pur essendo ampio, si articola secondo delle linee guida generali che si basano innanzitutto sul seme di cui la carta fa parte, secondo uno schema ben preciso:
| Seme               | Coppe/Cuori | Denari/Quadri | Bastoni/Fiori | Spade/Picche |
| Elemento           | Acqua       | Terra         | Fuoco         | Aria         |
| Campo di influenza | Emozioni    | Sfera Fisica  | Spirito       | Pensieri     |

Il seme di una carta serve quindi a categorizzare una delle quattro maggiori sfere della vita, in modo da poter meglio rappresentare una vasta scala di possibilità che una lettura dovrebbe poter comunicare. È inoltre fortemente collegato agli elementi classici i cui significati esoterici servono ad ampliare ulteriormente una lettura.

## Le carte
Sebbene differenti mazzi di tarocchi adottino diversi stili ed immagini per rappresentare ciascuna carta, i mazzi sono solitamente accomunati dalle medesime figure centrali e da simboli ricorrenti. La base più nota per i mazzi di tarocchi specificamente creati per la divinazione è il mazzo Rider-Waite del 1909 disegnato da Pamela Colman Smith, le cui soluzioni grafiche ispirano tutt'oggi molti artisti e che, associando una figura anche alle carte numerate, ha reso la lettura dei tarocchi più intuitiva.

### Spade
Secondo molte interpretazioni classiche, il seme delle spade è legato a sfide e difficoltà che un soggetto si troverà ad incontrare, simbolicamente rappresentate dalla lama, di solito a doppio taglio. L'aria stessa viene messa in parallelo con la mente poiché entrambe, pur non essendo visibili ad occhio nudo, influenzano profondamente la vita umana. Dal punto di vista iconografico gli arcani delle spade vengono solitamente rappresentati con immagini e dettagli che richiamano il cielo, le nuvole e il clima, e i colori più comuni tendono alle sfumature del blu e del grigio.

#### Asso di Spade
Solitamente rappresentato come una spada trattenuta verticalmente da una mano, simboleggia una presa di posizione da prendere, oppure indica che in una determinata situazione c'è bisogno di chiarezza o di eliminare legami. Tra i simboli più ricorrenti nelle varie rappresentazioni di questa carta abbiamo: la corona, che rappresenta in questo caso la chiarezza del pensiero, essendo un accessorio portato sulla testa; la rosa, associata a bellezza e sofferenza poiché sotto i suoi petali vi sono spesso spine in agguato; le nuvole, che si ricollegano all'aria e che in questo caso rappresentano la confusione e le distrazioni che vanno sconfitte.

#### Due di Spade
Solitamente le due spade vengono rappresentate mentre puntano in due direzioni diverse, indicando di conseguenza decisioni opposte. Spesso le spade sono sorrette da una figura bendata, che viene indicata come rappresentante di una complicazione o di confusione nella scelta. Nella carta spesso è presente l'acqua, che si ricollega ad un significato di intuizione, percezione e raccolta di informazioni. La presenza della luna, inoltre, simboleggia la chiarezza data dalla propria mente e dalla propria capacità analitica.

#### Tre di Spade
Questa carta vuole rappresentare la capacità di tenere in equilibrio vari aspetti della vita. Le tre spade solitamente perforano un cuore, che simboleggia non solo amore ma anche verità, coraggio e coscienza; nella chiave interpretativa della carta rappresenta la vita in generale. Sullo sfondo sono spesso presenti nuvole nebbiose, collegate a messaggi nascosti e verità celate.

#### Quattro di Spade
La rappresentazione più comune di questa carta vede un cavaliere supino con tre spade appese sopra di lui ed una quarta posata sotto al suo giaciglio o comunque separata dalle altre. Si fa ricollegare simbolicamente ad una passività rispetto agli eventi, e di solito viene interpretata come un invito a prendere una pausa e a meditare su una specifica situazione. L'armatura del cavaliere rappresenta un momento difficile, di battaglia, un invito a cercare sicurezza e protezione. Spesso sullo sfondo sono presenti delle vetrate colorate che simboleggiano i vari aspetti che una singola situazione può assumere da prospettive diverse.

#### Cinque di Spade
Le interpretazioni di questa carta sono varie; alcune fonti la associano a sacrificio, inganno oppure crudeltà. Viene solitamente rappresentata con una figura maschile che si erge vittoriosa su un campo di battaglia mentre recupera le spade dei suoi avversari. Sullo sfondo sono spesso presenti delle montagne che simboleggiano una sfida superata, lasciata alle proprie spalle. Alcuni studiosi legano al campo di battaglia un significato di rinnovamento, di cambiamento ottenuto dopo numerosi sforzi. Questo concetto viene supportato dalla frequente presenza dell'oceano, la cui vastità rappresenta le nuove possibilità all'orizzonte.

#### Sei di Spade
La figura di un traghettatore di spalle è centrale in questa carta e viene spesso associata al concetto di allontanarsi da eventi del passato, che sono rappresentati dalle acque turbolente dalle quali l'imbarcazione si allontana verso un mare calmo. La barca indica invece i pensieri che mettono in moto le persone e le spingono a compiere azioni; su di essa, oltre alle spade, sono spesso raffigurati bambini, simbolo di speranza e novità.

#### Sette di Spade
Nella carta si può osservare la figura di un giovane che si allontana con le braccia cariche di spade da una comunità, un villaggio, nella cui direzione però rivolge il suo capo. Dall'altro lato, in lontananza, è visibile invece un gruppo di persone. Questa rappresentazione viene ricollegata al dualismo di coscienza e incoscienza. Il messaggio che spesso viene associato a questa carta invita a valutare le proprie opzioni e scegliere con chiarezza il proprio percorso, senza ripensamenti o dubbi. Oltre al villaggio e al gruppo di persone, che rappresentano entrambi armonia e protezione, è spesso presente una bandiera, simbolo di cambiamento.

#### Otto di Spade
Centrale in questa carta è nuovamente una figura bendata, bloccata nei movimenti, simboleggiante impotenza e immobilità. L'immagine è spesso rafforzata da uno sfondo palustre e fangoso, che enfatizza l'idea di difficoltà nel procedere. Le spade in questo caso circondano la figura e simboleggiano i pensieri che possono confondere o sviare una persona o che, al tempo stesso, potrebbero aiutare a liberarsi dalle restrizioni. Sullo sfondo sono spesso presenti elementi architettonici, spesso colonne o un castello, che simboleggiano ordine e razionalità.

#### Nove di Spade
La rappresentazione più ricorrente di questa carta mostra una figura in un letto con le mani portate a sostenere il volto. Viene spesso interpretata come un simbolo di dubbio o dolore, che vengono incarnati dalle spade sospese sullo sfondo. Le letture più comuni indicano la persona che copre il proprio volto come incapace di accettare le proprie paure. Il letto simboleggia la vulnerabilità, il luogo dove abbassiamo le nostre difese, mentre l'oscurità che è spesso presente e fa da sfondo alla carta viene associata all'inabilità di inquadrare una determinata situazione.

#### Dieci di Spade
Raffigurando un corpo infilzato da dieci spade e uno sfondo di nuvole scure, il dieci di spade viene spesso associato a un concetto di assoluta distruzione o sconfitta, e viene messo in relazione a sentimenti di oppressione e disperazione. Iconograficamente è il culmine dei conflitti suggeriti dalle carte precedenti, e rappresenta i dualismi filosofici più comuni: vita e morte, natura e uomo, mente e volere divino.

#### Fante di Spade
Il fante, su uno sfondo quieto e sereno, impugna la spada con la mano sinistra. In questo caso la sua non è una arma di difesa o attacco, bensì levata in sorveglianza. Il fante è un simbolo di quiete e assenza di tutti i conflitti presenti nelle carte precedenti.

#### Cavaliere di Spade
Associato a guerra e furia, il cavaliere viene rappresentato mentre galoppa con la spada sguainata, pronto ad affrontare i propri nemici. Si è soliti accostare questa rappresentazione ad un significato di rivalità e pericolo che si prospettano sul proprio cammino, e impetuosità. Talvolta è però rappresentato senza l'elmo, a rappresentare avventatezza nelle decisioni.

#### Regina di Spade
La regina di spade viene spesso associata, per il suo aspetto austero e per la sua posa con la spada sollevata, a dolore e dignità. Rappresenta la forza interiore e la capacità di affrontare i conflitti con coraggio e forza. La mano protesa in avanti, messa in relazione alla spada sollevata, viene spesso intesa come un simbolo di prudenza e cautela. La corona di farfalle rappresenta invece libertà di pensiero e mente sveglia.

#### Re di Spade
Il re di spade si mostra come un uomo maturo raffigurato con corazza, elmo e corona. Nella mano destra impugna una spada e spesso viene ricollegato al ruolo di condottiero in battaglia. Il re qui rappresentato possiede forza, intelletto e risolutezza. Alcune interpretazioni lo vedono però anche come un giudice spietato.

### Coppe
Associato all'elemento dell'acqua, che ricorre nelle varie rappresentazioni, il seme delle Coppe ha interpretazioni molto variabili e spesso viene fortemente legato al soggetto della lettura, essendo tra tutti i semi quello simbolicamente più vicino alla sfera personale. Connesso con la sfera emotiva e sentimentale, è simbolicamente correlato all'amore, alle relazioni e al ruolo delle emozioni nella vita di una persona, nonché ai concetti di creatività, romanticismo e immaginazione. I colori più comuni sono l'oro, il rosso e l'arancione.

#### Asso di Coppe
L'asso di coppe mostra una mano che sorregge un calice dal quale sgorgano cinque getti d'acqua, rappresentanti i sensi, che si riversano in un lago su cui spesso galleggiano delle ninfee. È simbolo di gioia e pace interiore e questa carta è spesso vista come una benedizione o la promessa di un amore in arrivo. Talvolta nelle rappresentazioni è visibile una colomba, simbolo associato ai concetti di purezza, speranza e ascensione.

#### Due di Coppe
Il due di coppe mostra una coppia che scambia le proprie emozioni passandosi due coppe. Rappresenta quindi la nascita di un legame, di una storia di amore, e viene ricollegato anche all'attrazione sessuale. Sono anche presenti un Caduceo, che qui simboleggia equilibrio e protezione, ed una testa di leone a rappresentare coraggio e forza che aumentano grazie all'unione con altre persone.

#### Tre di Coppe
Le tre Grazie che ballano sorreggendo delle coppe sono al centro della carta e rappresentano splendore, gioia e prosperità. È una carta da sempre vista in chiave positiva e simbolicamente è associata ad armonia e prosperità, concetti rafforzati anche dalla presenza di fiori attorno alle tre figure.

#### Quattro di Coppe
In questa carta è possibile vedere un giovane seduto sotto un albero, che osserva tre coppe davanti a lui ma non nota una quarta offertagli di lato da una mano proveniente da una nuvola. Questa carta viene spesso interpretata come un invito alla contemplazione e all'apertura verso nuove possibilità. L'albero simboleggia il legame tra alto e basso, tra l'essere radicati nelle proprie certezze e al tempo stesso aspirare a nuove conoscenze e opportunità.

#### Cinque di Coppe
In questa carta vediamo una figura avvolta in un mantello nero di spalle che osserva tre calici versati da un lato mentre altri due stanno in piedi dietro di lui. La carta rappresenta un periodo di tumulto e invita a non farsi influenzare dai rimpianti spostando piuttosto l'attenzione su ciò che si ha. Presenta spesso sullo sfondo un ponte che conduce verso un castello, che indica una nuova fase della vita.

#### Sei di Coppe
Il sei di coppe presenta due figure, comunemente un uomo e una giovane donna o una bambina, circondate da coppe ricolme di fiori, una delle quali viene passata da uno all'altra. La carta richiama quindi simboli di prosperità e protezione, quest'ultima enfatizzata talvolta dalla presenza di una guardia sullo sfondo. Viene interpretata come simbolo di cooperazione, gentilezza e fiducia. Secondo alcune interpretazioni viene intesa anche come un invito a condividere i propri talenti. Altre interpretazioni vedono questa carta come legata al perdono e alla comprensione. La presenza di una casa va inoltre ad introdurre simbolicamente la comunità e, al tempo stesso, rappresenta l'intimità personale.

#### Sette di Coppe
Alla figura centrale, di spalle, vengono offerti sette calici, sospesi sopra una nuvola. Questi sono il vero fulcro della carta, e ciascuno offre diverse cose: una testa umana, forse collegata ad un compagno amoroso; una figura velata, che viene vista come una promessa di illuminazione; un serpente, che simboleggia passione e desiderio; una torre o un castello, che indica potere e stabilità; un cumulo di tesori, simbolo di abbondanza e ricchezza; una corona di alloro, da sempre associata alla vittoria e all'onore, la cui coppa però è oscurata da un'ombra a forma di teschio, interpretata come insidie in agguato; un drago, che in chiave cristiana rappresenta rabbia e calamità, mentre in una interpretazione più ampia è connesso al mondo del soprannaturale e della magia. Per alcuni, questa carta simboleggia illusioni che ci possono distrarre, scelte in arrivo o tentazioni da evitare.

#### Otto di Coppe
La figura centrale di questa carta è un uomo, spesso identificato come un pellegrino, che si allontana da otto coppe apparentemente vuote. Questa carta viene tradotta come un invito a rompere legami minori con il passato, voltando le spalle a vecchie relazioni per guadagnare una nuova prospettive. Viene solitamente legata al concetto di abbandono delle cose e di disillusione. La luna, spesso presente nelle rappresentazioni di questa carta, crea un parallelo tra le sue fasi e quelle della vita umana. La montagna verso cui il pellegrino si dirige, infine, simboleggia una sfida all'orizzonte; secondo alcuni interpreti è anche simbolicamente legata al trionfo di aver lasciato alle spalle il proprio passato.

#### Nove di Coppe
Comunemente chiamata "carta del desiderio", mostra una figura, spesso seduta a rilassarsi, alle cui spalle è presente un tavolo ricolmo di coppe. Viene associata ad un significato di completezza, soddisfazione e ricompensa meritata. Talvolta la carta presenta delle piume, solitamente poste a decorare il capo della persona rappresentata, che vengono intese come un simbolo di intelligenza e magnanimità.

#### Dieci di Coppe
La rappresentazione più ricorrente vede una giovane coppia che alza le mani verso un arcobaleno formato dalle dieci coppe. Vicino a loro sono talvolta presenti due bambini che giocano. È una carta considerata prevalentemente in chiave positiva e l'interpretazione più diffusa è quella di un matrimonio fortunato, di soddisfazioni e forti rapporti interpersonali da valorizzare.

#### Fante di Coppe
Il fante di coppe è raffigurato come un giovane allegro e spesso legato ad inesperienza e novità. Talvolta è presente un pesce che fa capolino dalla coppa che tiene in mano, che in questo caso dovrebbe simboleggiare intuito e creatività da sfruttare.

#### Cavaliere di Coppe
Il cavaliere di coppe, in armatura, che cavalca tranquillo con un calice dorato nella mano destra. Di solito viene associato simbolicamente a novità in arrivo, e a spostamenti. Talvolta il suo elmo è decorato da piume, che rappresentano immaginazione.

#### Regina di Coppe
Comunemente rappresentata con capelli dorati, la regina di coppe è una bella donna che solleva una coppa chiusa da un coperchio. È spesso intesa come un modello di virtù e purezza, e le sue vesti frequentemente sono bianche, simbolo di castità.

#### Re di Coppe
Solitamente simile per aspetto alla regina di coppe, il re siede su un trono sollevando una coppa con la mano destra e uno scettro con la sinistra. Spesso nella carta è presente l'elemento acquatico nella forma di oceani e pesci. Viene associata all'arte e alla legge ed è intesa in chiave prettamente favorevole. Viene interpretata come simbolo di successo, prosperità e autorevolezza.

### Denari
Il seme di denari è fortemente associato alla sfera fisica e alla realtà materiale e allo stesso tempo è legato all'elemento della terra. Il materialismo influenza fortemente l'interpretazione di queste carte e tra i semi è ritenuto come quello meno legato alla persona in sé. Solitamente le sue carte sono associate ad abbondanza, generosità ed equilibrio e i colori più diffusi sono il verde, l'oro e il marrone. Un'altra particolarità di questo seme è che su ciascuna moneta si può spesso osservare un pentacolo. La sequenza di carte sembra voler rappresentare i guadagni che le azioni potrebbero farci ottenere e le perdite dovute agli errori.

#### Asso di Denari
Una enorme moneta viene offerta da una mano che appare fuori da una nuvola, e per questo motivo questa carta viene simbolicamente associata a nuove opportunità in arrivo sia sul piano economico che su quello personale. È spesso vista come carta di incoraggiamento e la sua chiave positiva è spesso rafforzata da un giardino rigoglioso presente sullo sfondo.

#### Due di Denari
Il due di denari mostra un uomo, identificato come un giocoliere, che si destreggia con due monete legate tra loro dal simbolo di infinito. Sullo sfondo sono spesso presenti onde sinuose sulle quali naviga una nave a vele spiegate. Simbolicamente viene spesso associato ad momento di cambiamento nei propri progetti, spesso in ambito finanziario, e ad un periodo di dubbi e indecisione. È però anche un invito a non rimanere fermi ma a prendere iniziativa.

#### Tre di Denari
In questa carta è rappresentato uno scultore intento a lavorare in una chiesa sulle cui pareti sono incisi i tre pentacoli dei denari. La carta viene quindi spesso associata al lavoro e alla creatività e spesso sono presenti alcuni utensili, solitamente martelli, che simbolicamente richiamano lo svolgersi di un lavoro. La presenza di elementi architettonici, come archi o pilastri, viene legata a significati di equilibrio, stabilità e anche nuovi inizi.

#### Quattro di Denari
La figura centrale è un uomo seduto che ha sulla sua corona un pentacolo, un altro tra le sue braccia e altri due infine ai suoi piedi. Si associa spesso ad uno stato di stabilità economica e di successo ma il modo con cui l'uomo si stringe attorno al denaro viene spesso indicato come monito a evitare di essere avidi. Spesso è presente un villaggio sullo sfondo, che rappresenta la comunità e l'aspetto sociale della vita, che l'uomo sembra aver lasciato alle proprie spalle.

#### Cinque di Denari
In questa carta le figure centrali sono due mendicanti che passano davanti ad una chiesa o una abitazione sulla cui finestra illuminata sono visibili cinque pentacoli. Uno dei due mendicanti ha spesso le fattezze della Vergine Maria mentre l'altro di solito è costretto ad usare stampelle. Questa immagine viene quindi associata ad un periodo negativo e alla necessità di cercare aiuto. La neve che cade, elemento abbastanza frequente, è simbolo di vulnerabilità e isolamento.

#### Sei di Denari
Protagonista di questa carta è un mercante che pesa l'oro su una bilancia, distribuendolo ai poveri. A primo sguardo è un invito alla generosità; molti in realtà indicano l'uso delle mani e la bilancia come i simboli più importanti. In questa ottica quindi il messaggio da trarre è un invito alla prudenza e al mantenimento di equilibrio nella propria vita, specialmente dal punto di vista economico.

#### Sette di Denari
La carta mostra un giovane intento ad osservare i frutti del suo lavoro, ovvero sette pentacoli che spuntano da un arbusto alla sua destra. È quindi una carta che indica ricompense in arrivo e che invita a prendere un attimo di pausa per osservare i frutti del lavoro. Simbolicamente viene associata a progresso, sorte benevola e crescita, ma al tempo stesso la presenza di un bastone o di una zappa ricorda che per raggiungere questo momento è stato necessario lavoro.

#### Otto di Denari
Compare anche questa volta uno scultore che, armato di martello e scalpello, è intento a incidere uno dei pentacoli. Rappresenta un periodo di elevata produttività e creatività. Il fatto che sei pentacoli siano già stati completati e quindi appesi in bella mostra simboleggia la dedizione e la concentrazione per il progetto corrente, che è in fase di completamento. La presenza di un villaggio sullo sfondo viene spesso associata al fatto che per dedicarsi al proprio progetto il giovane ha dovuto estraniarsi dalle distrazioni della vita.

#### Nove di Denari
La figura centrale in questo caso è femminile e le sue vesti accentano la sua sessualità mostrando il simbolo di Venere. Sulla sua mano si posa un falcone, che simboleggia intelletto e autocontrollo, e alle sue spalle crescono viti rigogliose dalle quali spuntano i pentacoli. È associata a sicurezza e alla realizzazione di ogni desiderio. La carta è spesso legata ad un senso di pace e realizzazione, e sembra preannunciare il raggiungimento dei propri traguardi.

#### Dieci di Denari
Nel dieci di denari vediamo una coppia sotto ad un arco che conduce verso una casa o una città, e questa immagine simbolicamente viene associata ad un cambiamento di attività economica e ad un relativo periodo di transizione. Talvolta si indica il raggiungimento della pensione o della stabilità economica come il tema dominante di questa carta, e il messaggio che ne viene tratto è positivo, sottolineando come la figura rappresentata indichi una situazione di sicurezza finanziaria, gioia e soddisfazione. A rafforzare questa chiave interpretativa attorno alle figure sono spesso presenti bambini, simbolo di speranza e nuovi inizi, e cani, che rappresentano onestà, fedeltà e integrità.

#### Fante di Denari
Il fante osserva con attenzione un denaro che sta sulla sua mano destra, spesso sospeso in aria. Solitamente è anche presente un campo fiorito sullo sfondo e, più dietro, un bosco da un lato e una montagna dall'altro. Alla sua sinistra, invece, un terreno appena solcato è la promessa di un raccolto abbondante. L'insieme trasmette un'idea di quiete e calma e di conseguenza questa carta è associata all'inizio promettente di un nuovo progetto.

#### Cavaliere di Denari
Il cavaliere procede in un campo su quello che viene spesso identificato come un cavallo da aratro avendo tra le sue mani una moneta d'oro, probabilmente bottino di guerra. Per questo motivo viene sempre interpretato come un simbolo di lavoro, sforzi e responsabilità. La moneta è il suo traguardo, che può però ammirare solo quando la sua spada sta nel fodero, ovvero quando ha completato il suo dovere.

#### Regina di Denari
La figura centrale di questa carta è una donna seduta su un trono decorato da incisioni di alberi, animali e simboli che richiamano il successo e il piacere. Sopra di lei si vedono le fronde di un albero rigoglioso e il terreno ai suoi piedi è ricco di fiori. Tutto ciò accentua la ricchezza economica rappresentata dal pentacolo che tiene tra le mani. La presenza di un coniglio sulla destra indica inoltre fertilità e abbondanza.

#### Re di Denari
Il re siede su un trono decorato da incisioni di viticci e tori; le sue vesti spesso sono decorate da grappoli ricolmi di uva. Tutto intorno a lui è rigoglioso e per questo la carta viene associata ai più grandi successi materiali ottenibili. Nella mano destra vediamo lo scettro, simbolo del suo potere, mentre nella sinistra è visibile il denaro. Alle sue spalle è visibile il castello che viene spesso visto come il frutto dei suoi sforzi e del suo impegno. Il re di denari quindi simboleggia il più alto livello di sicurezza finanziaria e di benessere.

### Bastoni
Il seme di bastoni è legato all'elemento fuoco ed è associato spesso ad energia, spiritualità e creatività. Sono carte la cui interpretazione viene fortemente legata allo spirito di una persona, e alle personalità dei soggetti di una lettura. Dal punto di vista simbolico i bastoni vengono raffigurati come verghe o staffe di legno, talvolta come veri e propri ramoscelli d'albero. Alcuni studiosi legano il significato del seme dei bastoni a potenzialità da esprimere.

#### Asso di Bastoni
Una mano offre un bastone apparendo da dentro una nuvola, a rappresentare una opportunità spirituale o un'offerta in arrivo. Il bastone è spesso decorato da germogli ed è quindi sempre intento a crescere e a svilupparsi. Sono presenti anche foglie trasportate dal vento, a significare progresso spirituale e materiale e equilibrio. Sullo sfondo è frequente la presenza di un castello a simboleggiare opportunità in arrivo.

#### Due di Bastoni
In questa carta un uomo se ne sta sui tetti di un castello, intento ad osservare una sfera che tiene con la mano destra. Sullo sfondo è spesso presente un oceano. Molti identificano in questa carta un tentativo di enfatizzare la contrapposizione tra la realtà limitata della sfera e quella più ampia oltre di essa, e viene quindi vista come un invito ad espandere i propri orizzonti per realizzare il proprio potenziale. L'uomo rappresentato viene inteso come consapevole delle proprie ambizioni e i colori che indossa, arancione e rosso, indicano entusiasmo e spirito d'avventura.

#### Tre di Bastoni
La figura centrale del tre di Bastoni è un uomo che dalla cima di una altura, dando le spalle all'osservatore, ammira le montagne in lontananza oltre un vasto oceano. Questa carta simbolicamente va a rappresentare la consapevolezza delle sfide che ci aspettano e la ricerca di opportunità da cogliere. I tre bastoni lo aiutano a sorreggersi e, essendo piantati saldamente nel terreno, richiamano la sua dedizione nei confronti dei propri piani.

#### Quattro di Bastoni
I quattro bastoni sorreggono una ghirlanda che dà il benvenuto ad una coppia apparentemente danzante. Sullo sfondo sono presenti altre persone ed un edificio, spesso un castello, decorato da fiori. Rappresenta una celebrazione, di solito di un legame, oppure un ritorno ed è inoltre spesso legato al concetto di apertura verso le novità.

#### Cinque di Bastoni
In questa carta sono presenti cinque uomini diversi tra loro intenti a muovere i bastoni in aria senza curarsi l'uno dell'altro. C'è molta confusione e loro sembrano in competizione o in conflitto. Un'occhiata più attenta però rivela che nessuno viene colpito dai bastoni e, anzi, questi risultano semplicemente sollevati. Simbolicamente quindi questa carta rappresenta imitazione ma anche una competizione stancante per ottenere ricchezze o fortuna. È un invito a stare all'erta e pronti a combattere. Di conseguenza preannuncia anche una possibilità di guadagno.

#### Sei di Bastoni
Un uomo con una corona di alloro simboleggiante la vittoria procede in groppa ad un cavallo bianco attraverso una folla esultante. Il destriero in questo caso rappresenta forza, purezza e il successo in una avventura, mentre la folla trasmette un'idea di riconoscimento dei propri traguardi. Anche il bastone in possesso dell'uomo è coronato, e accentua ulteriormente il successo che questa carta vuole simboleggiare.

#### Sette di Bastoni
In questa carta è rappresentato un uomo che, sulla cima di una collina, viene sfidato da altre figure nascoste, probabilmente nel tentativo di privarlo del suo successo e del suo status. La postura difensiva della figura, che si protegge dagli attacchi esterni, preannuncia l'arrivo di un tempo di conflitto, dovrà sarà necessario lottare per mantenere la propria posizione.

#### Otto di Bastoni
Gli otto bastoni in questo caso sembrano essere stati scagliati nel cielo a grande velocità. Il loro volo simboleggia quindi movimento, cambiamento e viaggi. Lo sfondo è sereno, privo di nuvole, e lascia ad intendere che non sembrano esserci ostacoli nell'immediato.

#### Nove di Bastoni
La figura in questo caso è ferita e guardinga, sorreggendosi con uno dei bastoni come se fosse pronto a difendersi un'ultima volta. È comunque uscito vincitore dalla battaglia e sembra essere protetto dai restanti bastoni alle sue spalle, eretti in una specie di muro o palizzata. Questa carta simboleggia determinazione e il superamento di una sfida finale per raggiungere il proprio traguardo, ma anche stabilità e forza durante le avversità.

#### Dieci di Bastoni
L'uomo raffigurato nel dieci di bastoni sembra in difficoltà mentre cerca di trasportare un carico formato dai vari bastoni della carta. La sua meta, rappresentata da una città visibile sullo sfondo, è comunque vicina, e per questo motivo continua a procedere, sebbene a rilento. Simbolicamente questa carta sembra quindi preannunciare una difficoltà finale, quando ormai si è pronti per raccogliere i frutti del proprio lavoro.

#### Fante di Bastoni
Il fante è un giovane ben vestito che se ne sta in mezzo ad un paesaggio sterile ad osservare il proprio bastone. Il significato simbolico di questa carta è che il potenziale del paggio, e quindi del soggetto della lettura, è ancora tutto da esprimere. Un simbolo spesso presente in questa carta è quello della salamandra, rappresentata spesso sulle vesti del fante, ad indicare fuoco e trasformazione.

#### Cavaliere di Bastoni
In questa carta il destriero si impenna, stimolato dall'ardore del cavaliere. Quest'ultimo non viene inteso come in partenza per una guerra ma all'inizio di una missione per ottenere successo. La figura appare determinata nel suo intento e le piume che decorano il suo elmo e la sua armatura sono rosse come fiamme e sembrano quindi enfatizzare la sua forza. Così come il paggio, spesso è decorato con il simbolo della salamandra, che indica fuoco e trasformazione.

#### Regina di Bastoni
Il trono della regina è decorato da due leoni che guardano in direzioni opposte e sono simbolo di forza e fuoco. Alla sua destra e alle sue spalle si vedono girasoli, simbolo di vita, fertilità e gioia. Tiene il bastone nella mano destra, ed esso è rigoglioso di vita. Questa carta viene spesso interpretata come simbolo di fedeltà, calore e nutrimento. La presenza di un gatto nero ai piedi della regina inoltre richiama magia e occultismo.

#### Re di Bastoni
Il bastone che il re trattiene con la mano destra è anch'esso rigoglioso e simboleggia vitalità e creatività. Sul trono del re si possono vedere salamandre e leoni, entrambi simboli di fuoco e forza. Le salamandre mordono la propria coda in un richiamo all'Uroboro e assumono quindi un significato di infinito e di flusso continuo di trasformazioni e rinnovo. I colori delle sue vesti richiamano le sue fiamme, che inoltre appaiono a decorare la sua corona.